# Église orthodoxe d'Ukraine
Ne doit pas être confondu avec Église de Kiev et de toute la Rus', Église orthodoxe ukrainienne (Patriarcat de Moscou) ou Église orthodoxe ukrainienne – Patriarcat de Kiev.
Pour les articles homonymes, voir Église orthodoxe ukrainienne.
L'Église orthodoxe d'Ukraine (en ukrainien : Православна церква України, romanisé : Pravoslavna tserkva Ukrayiny) est une juridiction autocéphale orthodoxe. Son primat est Épiphane : il porte le titre de « Métropolite de Kiev et de toute l'Ukraine ».
Issue de la fusion de l'Église orthodoxe ukrainienne (patriarcat de Kiev) et de l'Église orthodoxe autocéphale ukrainienne, elle est fondée en 2018 à la demande du président ukrainien, Petro Porochenko, et de la Rada, dans le contexte de la guerre russo-ukrainienne. Son autocéphalie est reconnue en 2019 par le patriarcat œcuménique de Constantinople et le patriarcat orthodoxe d'Alexandrie. Cette décision provoque un schisme entre les patriarcats de Constantinople et de Moscou. Plusieurs autres églises orthodoxes s'abstiennent de reconnaître cette nouvelle autocéphalie.
Elle est l'une des trois principales Églises orthodoxes en Ukraine, les deux autres étant l'Église orthodoxe ukrainienne affiliée au patriarcat de Moscou (interdite depuis 2024) et l'Église orthodoxe ukrainienne (patriarcat de Kiev) dont l'annulation de la dissolution est décrétée par un « synode local » le 20 juin 2019.
Le 24 mai 2023, le Synode des évêques décide de passer complètement au calendrier julien révisé et que cette transition aura lieu le 1er septembre 2023,. Il a également été décidé de convoquer le Synode local le 27 juillet 2023, qui approuve finalement la transition vers le calendrier julien révisé.[réf. nécessaire]

## Histoire

### Chronologie de l'orthodoxie en Ukraine
- 988 - 1299 : naissance de la métropole de Kiev. La Rus' se convertit au christianisme orthodoxe en 988. Kiev reste le centre religieux des slaves orientaux jusqu'en 1299.
- 1299 - 1303 : la métropole s'installe à Vladimir. Elle sera transférée à Moscou en 1325. L'Ukraine perd son rôle de centre religieux jusqu'en 1303.
- 1303 - 1401 : à la suite du déplacement de la métropole à Vladimir, les territoires Sud de la Rus' obtiennent une nouvelle métropole située à Halytch jusqu'en 1401.
- 1300 env. - 1458 : le grand-duché de Lituanie qui s'étend en grande partie sur l'actuelle Ukraine obtient la création d'une métropole pour ses sujets orthodoxes.
- 1458 - 1596 : le patriarcat de Constantinople refond l'organisation religieuse au sein des territoires du grand-duché de Lituanie. Kiev redevient métropole.
- 1596 - 1620 : à la suite de l'union de Brest, une partie des orthodoxes d'Ukraine font allégeance à Rome. L'Ukraine se retrouve avec quelques confréries mais sans métropole.
- 1620 - 1686 : rétablissement de la métropole de Kiev en 1620 par le patriarcat de Constantinople. En 1686, la métropole est contrainte de se subordonner au patriarcat de Moscou.
- 1686 - 2018 : l'Ukraine est sous la juridiction du patriarcat de Moscou. À la suite de son indépendance en 1991, des églises dissidentes mais non reconnues voient le jour, dont l'Église orthodoxe ukrainienne du patriarcat de Kiev, créée par le patriarche autoproclamé Philarète.
- 2018 - 2019 : rétablissement par le patriarcat de Constantinople de la métropole de Kiev et dénonciation de sa subordination au patriarcat de Moscou en 1686.
- 6 janvier 2019 : le patriarcat de Constantinople accorde l'autocéphalie à la métropole de Kiev. Les différentes juridictions présentes dans le pays restent effectives.

### Concile de 2018

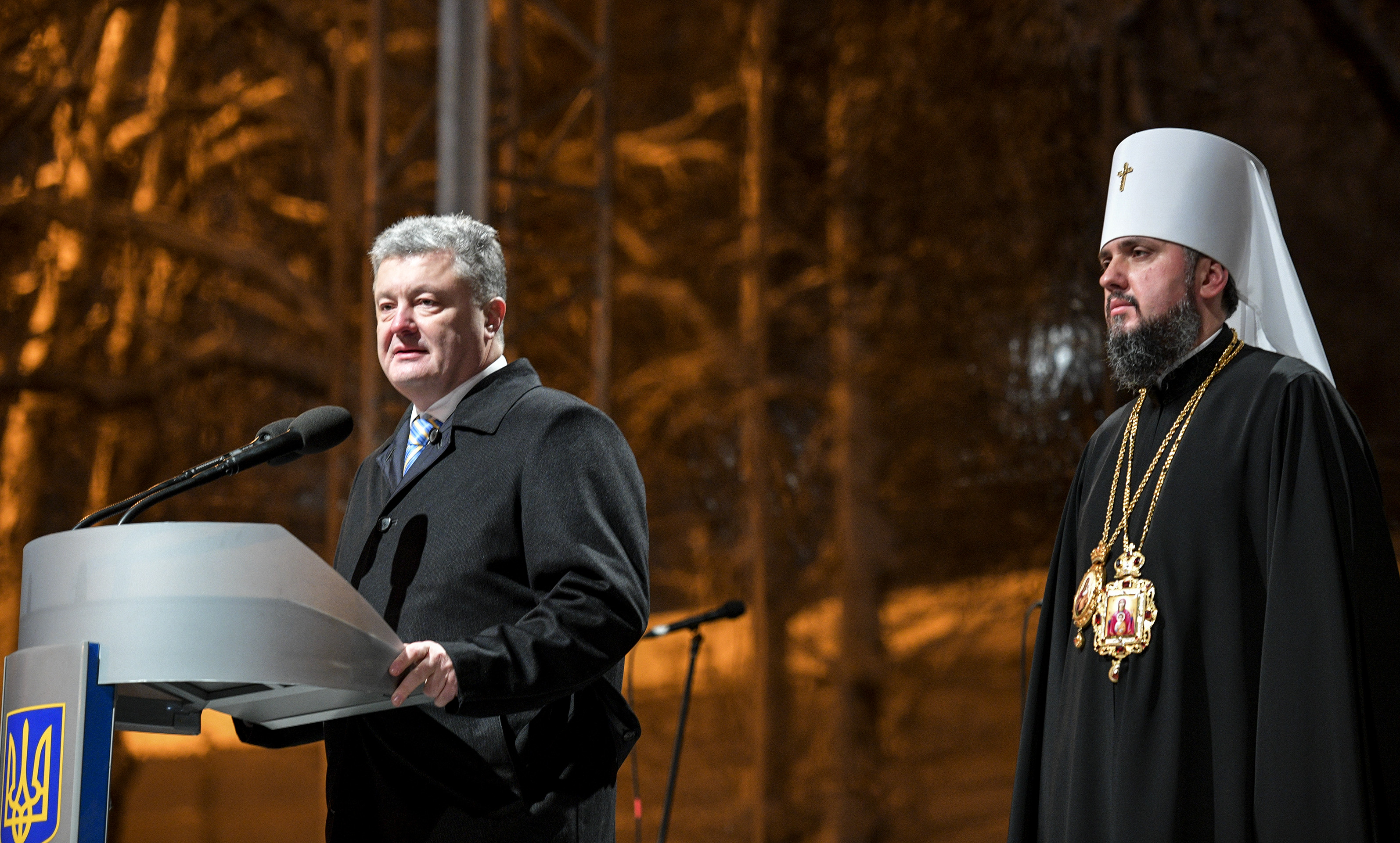
Le président ukrainien Petro Porochenko et Épiphane, premier métropolite de l'Église orthodoxe d'Ukraine.

À la suite de la décision du patriarcat œcuménique de Constantinople du 11 octobre 2018 d'accorder l'autocéphalie aux orthodoxes d'Ukraine, dans le contexte de la guerre russo-ukrainienne, deux églises orthodoxes du pays — jusque là reconnues par aucune des principales Églises orthodoxes autocéphales — se réunissent dans la cathédrale Sainte-Sophie de Kiev pour un concile de réunification.
La création d'une nouvelle Église est actée le 15 décembre 2018.
Le concile, organisée en présence du président Petro Porochenko et sous la présidence du Métropolite Emmanuel, rassemble essentiellement deux Églises, qui fusionnent à cette occasion : l'Église orthodoxe ukrainienne (patriarcat de Kiev) autoproclamée en 1992 et l'Église orthodoxe autocéphale ukrainienne. L'Église orthodoxe ukrainienne (patriarcat de Moscou) rejette quant à elle le concile et interdit à son clergé d'y participer. Deux de ses évêques, sur 90 passent outre cette interdiction. Depuis aucun évêque de l'église orthodoxe ukrainienne (patriarcat de Moscou) n'a rejoint cette organisation. Le jour même du concile, le président Porochenko dira devant la foule : "L'Ukraine ne boira plus de la coupe de Moscou le poison Moscovite".
Lors de ce concile, à la suite d'un vote à deux tours, un ecclésiastique de 39 ans, Épiphane, est élu métropolite de l'Église orthodoxe d'Ukraine.

### Autocéphalie
Le 5 janvier 2019, après une prière prononcée dans l'église patriarcale Saint-Georges à Istanbul, le patriarche œcuménique de Constantinople, Bartholomée Ier, accorde par un « tomos », c'est-à-dire un décret, l'indépendance canonique à l'Église orthodoxe d'Ukraine créée depuis peu. Le président de l'Ukraine Petro Porochenko et d'autres responsables politiques ukrainiens ont assisté à la cérémonie. Le lendemain, le 6 janvier, les attributs de cette reconnaissance sont remis à l’Église orthodoxe d'Ukraine, qui devient ainsi la 15e église autocéphale orthodoxe.
En mai 2019, 79,3 % des Ukrainiens se déclarent orthodoxes : 61,5 % affirment leur appartenance à l'Église orthodoxe d'Ukraine, 20,5 % à aucune juridiction et environ 18 % à celle de l'Église orthodoxe ukrainienne (patriarcat de Moscou).

### Invasion de l'Ukraine par la Russie en 2022
Le 24 mai 2022, durant l'invasion de l'Ukraine par la Russie, le synode élargi de l'Église orthodoxe d'Ukraine proclame hérétique le patriarche Cyrille de Moscou, l'accusant de professer le phylétisme à travers la croyance au monde russe. Pour cette raison elle décide de cesser de le commémorer. L'Église demande aussi à toutes les autres Églises orthodoxes de faire en sorte que Cyrille soit déchu de son mandat de patriarche,.
Le 24 mai 2023, le Conseil des évêques décide d'adopter complètement le calendrier julien révisé — lequel est synchronisé avec le calendrier grégorien — et que cette transition aura lieu le 1er septembre 2023,. Il a également décidé de convoquer le Conseil local le 27 juillet 2023, afin que celui-ci approuve cette décision.

## Monastères

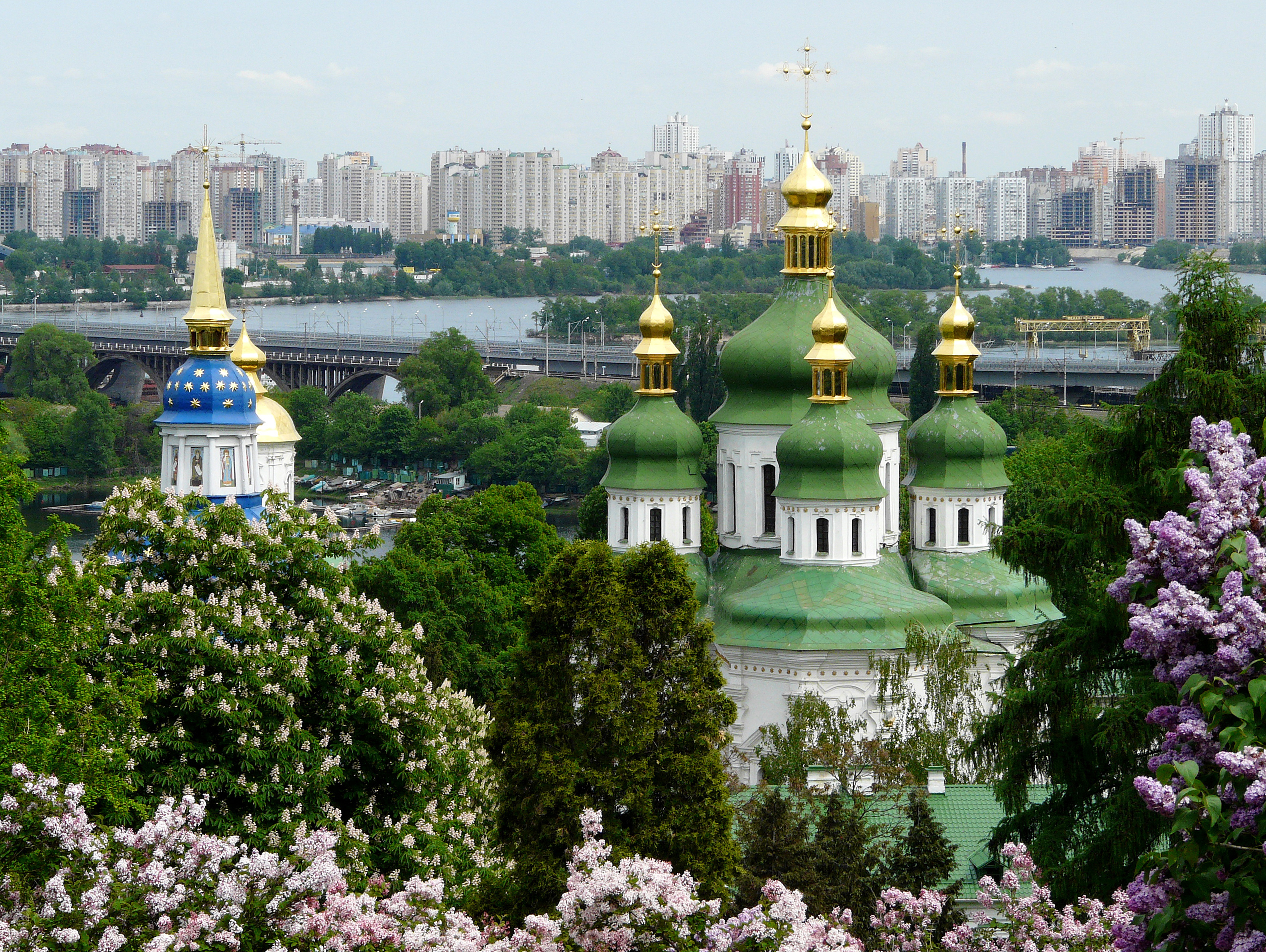
Monastère Saint-Michel-de-Vydoubitch.

- Monastère Saint-Michel-au-Dôme-d'Or
- Monastère Saint-Michel-de-Vydoubitch
- Monastère Laure des Grottes de Kiev

#### Banques de données, dictionnaires et encyclopédies
- Notices d'autorité :   - VIAF
  - LCCN
  - GND
  - WorldCat